# EX-103
La carretera EX-103 es una carretera perteneciente a la Red Básica de la Red de Carreteras de Extremadura, administrada por la Junta de Extremadura. Su denominación oficial es   EX-103 , de Puebla de Alcocer a EX-201 por Llerena.

## Historia de la carretera
Es la antigua C-413, de Puebla de Alcocer a Santa Olalla del Cala (N-630), que fue renombrada en el cambio del catálogo de Carreteras de la Junta de Extremadura en el año 1997.
Posteriormente, se construyó la nueva carretera entre Pallares y Monesterio y fue asumida por parte de la Junta de Extremadura la carretera BA-092, de Monesterio a Cabeza la Vaca, de la Diputación Provincial de Badajoz  en el año 2000. Este tramo asumido junto con la recalificación de la antigua EX-318, de la EX-201 a Cabeza la Vaca, fueron incorporados a la actual EX-103, completando su trazado actual entre la N-430 y la EX-201.
La clave EX-318 fue asignada al tramo entre Pallares y la N-630 (Venta del Culebrín), parte de la antigua C-413, que adquiere así la categoría local propia del tramo de carretera actual.

## Inicio
Su origen está en la  N-430 (Puerto de los Carneros). (39°05′14″N 5°03′21″O / 39.087103, -5.055794)

## Final
Su final está en la EX-201. (38°05′38″N 6°30′16″O / 38.093964, -6.504447)

## Localidades por las que discurre
- Puebla de Alcocer
- Castuera
- Malpartida de la Serena
- Higuera de la Serena
- Valencia de las Torres
- Higuera de Llerena
- Llerena
- Pallares
- Monesterio
- Calera de León
- Cabeza la Vaca